# Valporquero de Torío
Valporquero de Torío es una localidad española, perteneciente al municipio de Vegacervera, en la provincia de León y la comarca de la Montaña Central, en la Comunidad Autónoma de Castilla y León. 
Situado sobre el Arroyo Naranco, afluente del Río Torío. 
Cuenta con Casa de Concejo (antigua escuela), iglesia, y un bar-restaurante, está regida por la Junta Vecinal. 
Perteneció al antiguo concejo de La Mediana de Argüello, actual municipio de Cármenes.

## Geografía

### Ubicación
| Noroeste: Getino (Cármenes) | Norte: Getino (Cármenes) | Noreste: Getino (Cármenes) |
| Oeste: Villasimpliz         |                          | Este: Felmín (Cármenes)    |
| Suroeste Villar del Puerto  | Sur: Coladilla           | Sureste: Vegacervera       |

## Historia
Aparece mencionada ya esta localidad en dos documentos de 1496 y 1497 fruto de la venta de este lugar de Valporquero. Era hasta entonces un señorío eclesiástico  que fue vendido a Ramir Núñez de Guzmán por 80.000 maravedís. Aparece la venta primeramente registrada en 1496 de una forma muy escueta y breve y posteriormente, el 29 de septiembre de 1497 se registra protocolariamente el proceso de venta con el nombre del comprador, la cantidad que paga y la autorización del Papa Alejandro VI para realizar dicha venta donde se dice que:

Acordaron vender el lugar de Valporquero con lo que tienen en Felmín por la licençia e autoridad que para ello el nuestro y muy Santo Padre les dio e açedio.
Colección Docuental de la Catedral de León, documento Nº 9.833, folio 4r.

Bien es cierto que a lo largo del siglo XV d. C. se observan algunas referencias ante los problemas que tenía el cabildo en este lugar, lo cual podría explicar la decisión final de venderlo.